# Polygonarea monospathis
Polygonarea monospathis är en mångfotingart som beskrevs av Carl Graf Attems 1928. Polygonarea monospathis ingår i släktet Polygonarea och familjen storjordkrypare. Inga underarter finns listade i Catalogue of Life.